# Alison Bales
Alison Marie Bales (Indianapolis, 4 aprile 1985) è un'ex cestista statunitense, professionista nella WNBA.

## Carriera
È stata selezionata dalle Indiana Fever al primo giro del Draft WNBA 2007 (9ª scelta assoluta).